# 张田欣
张田欣（1955年7月—），云南江川人。1984年6月加入中国共产党。昆明师范学院（现云南师范大学）中文系中文专业毕业，昆明理工大学管理工程专业在职研究生学历。历任中共云南省易门县委副书记，玉溪地委办公室主任、地委秘书长、地委委员、地委副书记、市委副书记，文山州委书记等职。2006年11月获任中共云南省委常委兼宣传部长，2011年12月改兼昆明市委书记。2014年7月12日据新华网报道，张田欣因涉嫌违纪已被免去其中共云南省委常委、委员职务，7月16日，据中央纪委监察部网站消息，经中央纪委审议并报中共中央批准，决定给予张田欣开除党籍处分，取消其副省级待遇，降为副处级非领导职务；收缴其违纪所得。